# Ромашково (платформа)
Рома́шково — остановочный пункт Белорусского (Смоленского) направления Московской железной дороги в одноимённом селе Одинцовского района Московской области.
Расположен на тупиковом ответвлении Рабочий Посёлок (линия от Кунцево I) — Усово. По Тарифному руководству № 4 является разъездом, но по ТРА и по факту платформой в границах станции Кунцево II.
Всего на остановочном пункте две боковые длинные платформы, в 2013 году полностью реконструированные (плитка, навес). Для электропоездов используется только западные путь и платформа (на линии к Усово), на восточном пути электрификация переходит на западный путь над стрелочным съездом сразу на север за платформой (путь на Рублёво), на юге на стрелочном посту два пути сходятся в один.
Время движения от Белорусского вокзала — 29 минут.
Ранее имела прямое сообщение электропоездами с пунктами Савёловского и Курского направлений. На сентябрь 2019 года электропоезда следуют только по маршруту Усово — Москва-Пассажирская-Смоленская (Белорусский вокзал).
Самыми дальними точками беспересадочного сообщения являются: на запад — станция Усово, на восток — Белорусский вокзал.

## История
В 1919-1921 годах была сооружена железнодорожная линия, соединяющая Немчиновку, бывшую тогда ещё станцией, с Рублёво, а в 1920—1921 годах до села Усова была проведена линия для заготовки и вывоза дров и леса.
Летом 1923 года на перегоне «Немчиновка — Рублёво» появился разъезд Ромашково. При этом до 1923 года в расписаниях указывалось, что «проезд исключительно для служащих». С ноября 1923 года в расписаниях появляется линия от Немчиновки до Усово с промежуточными остановочным пунктом Раздоры и Барвиха без ограничений для проезда, при этом линия на Рублёво так и оставалась «только для служащих». На период зима 1922/1923 — зима 1923/1924 обе ветки были в системе НКПС, но при этом не были внесены в тарифные справочники.
В 1926 году была сооружена линия от Ромашково на Кунцево I (остановочного пункта Рабочий Посёлок тогда не существовало). Примерно тогда же в тарифные справочники были внесены Ромашково и Рублёво.
В 1957 году линия от Кунцево I до Усово была электрифицирована. Ещё в начале 1990-х годов в Ромашково действовал разъезд: как правило, электричка в сторону Усово пропускала встречную на Москву. Таким образом, северная платформа была только для электричек «на Усово», южная — только «на Москву». По состоянию на июль 2013 года стрелка за платформами в сторону Усово была разобрана, но к лету 2014 года восстановлена. В 2005 году для снижения убыточности на станции были закрыты билетные кассы, после чего в электропоездах, следующих на Усово, стали работать разъездные билетные кассиры.
Линия Рабочий Посёлок — Усово не раз планировалась к закрытию для расширения Рублёво-Успенского шоссе, однако к 2018 году линия была модернизирована, и с 25 октября по ней начали курсировать электропоезда повышенной комфортности «Иволга», а также восстановлен разъезд.
В 2023 году на платформе были установлены валидаторы.

## Галерея

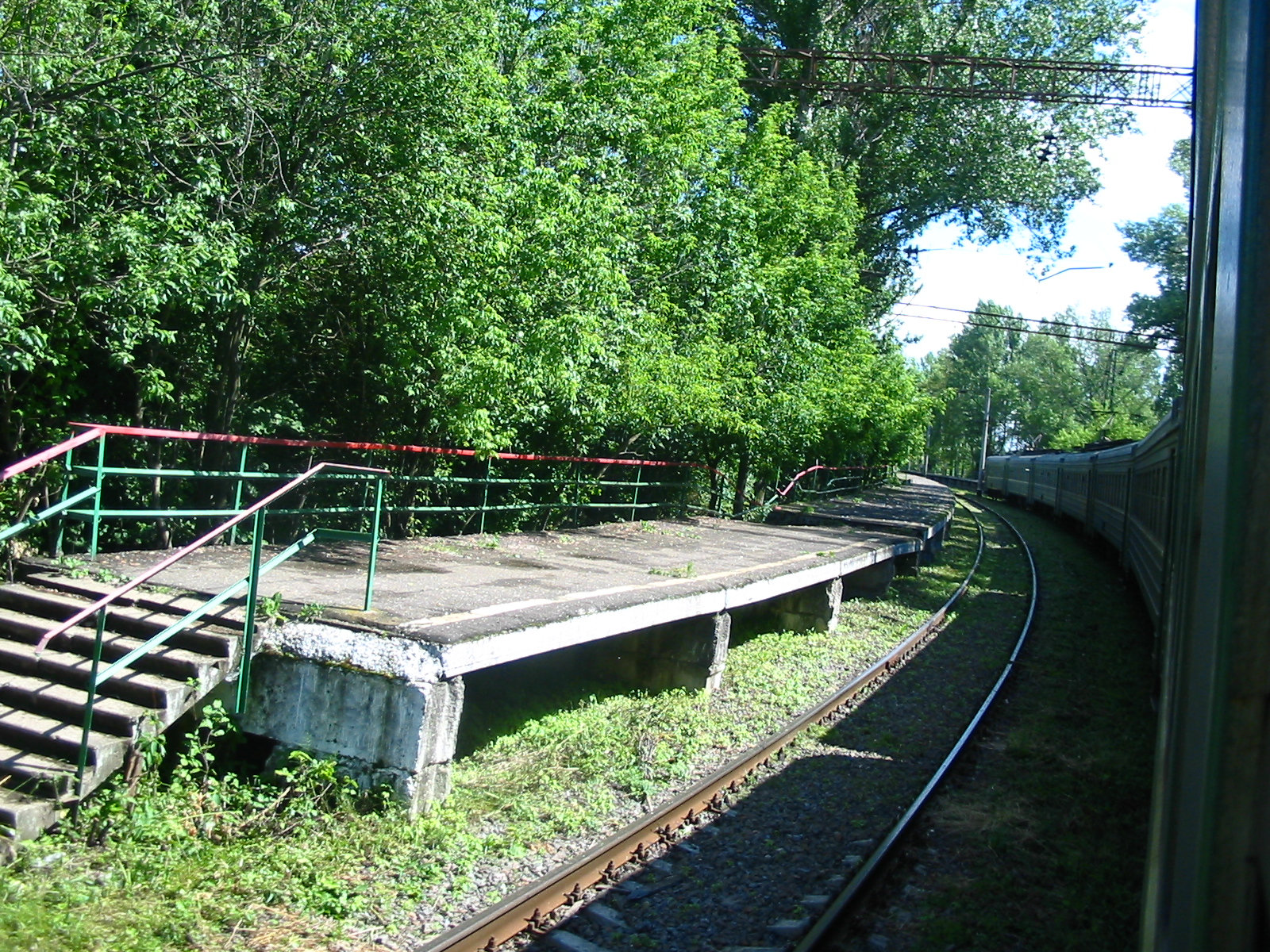
В 2004 году, вид в сторону Москвы. Заброшенная платформа
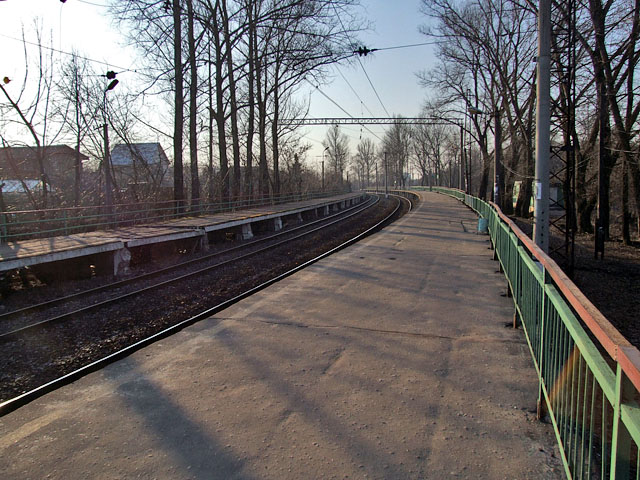
В 2007 году
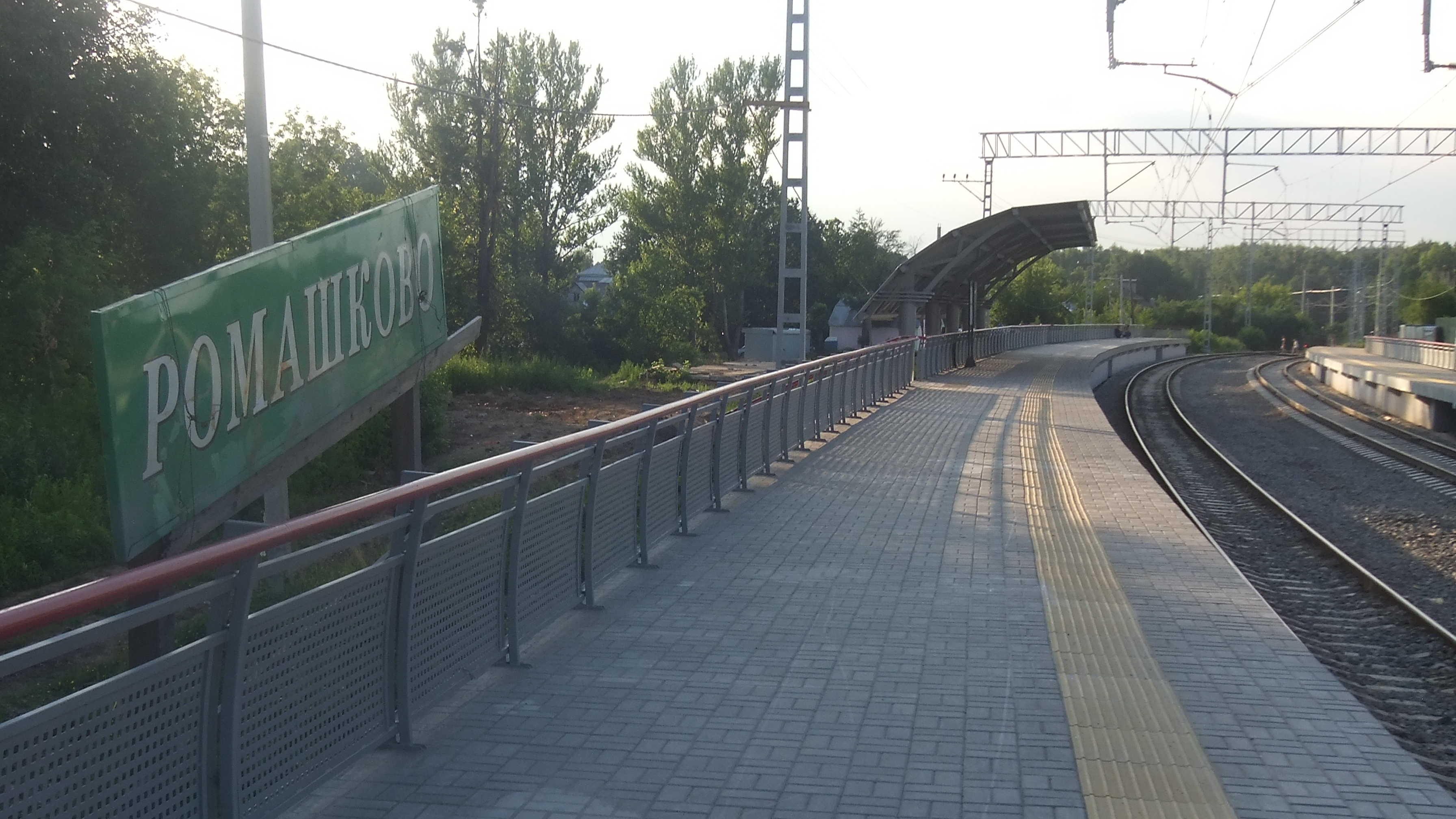
В 2013 году. Западная платформа, вид на север
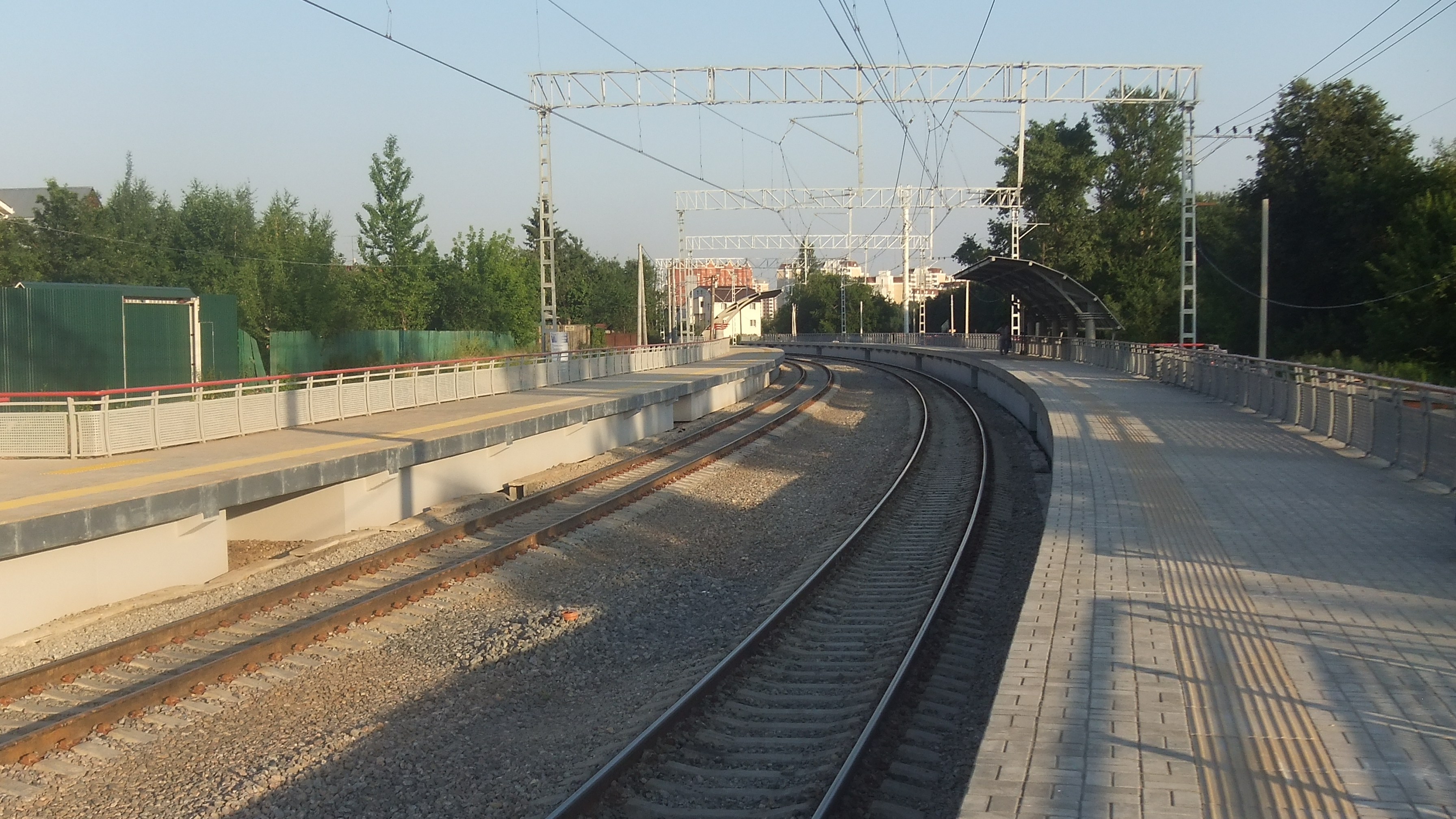
В 2013 году. Вид на север
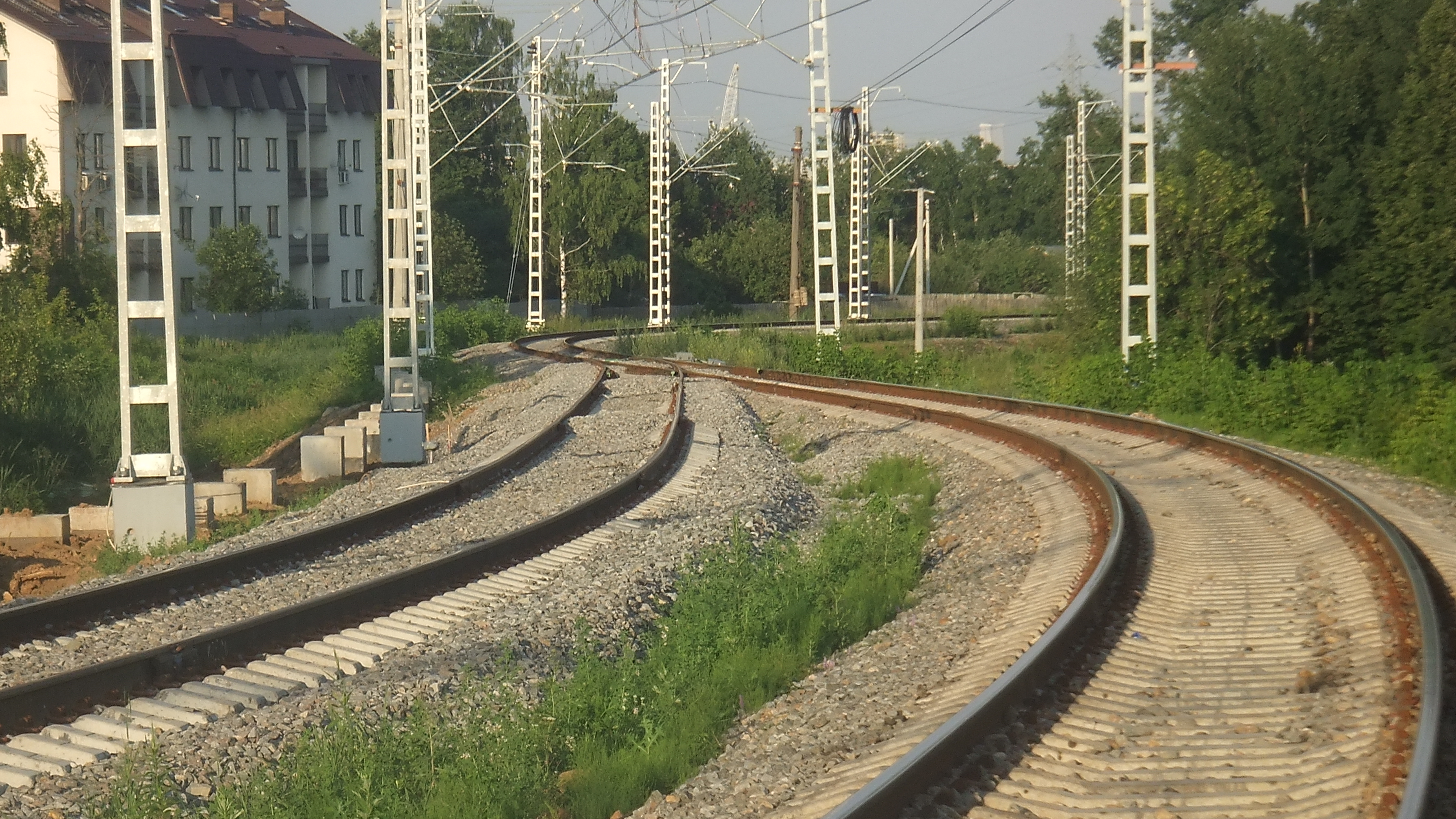
В 2013 году. Вид на юг, на пути в сторону Кунцево II
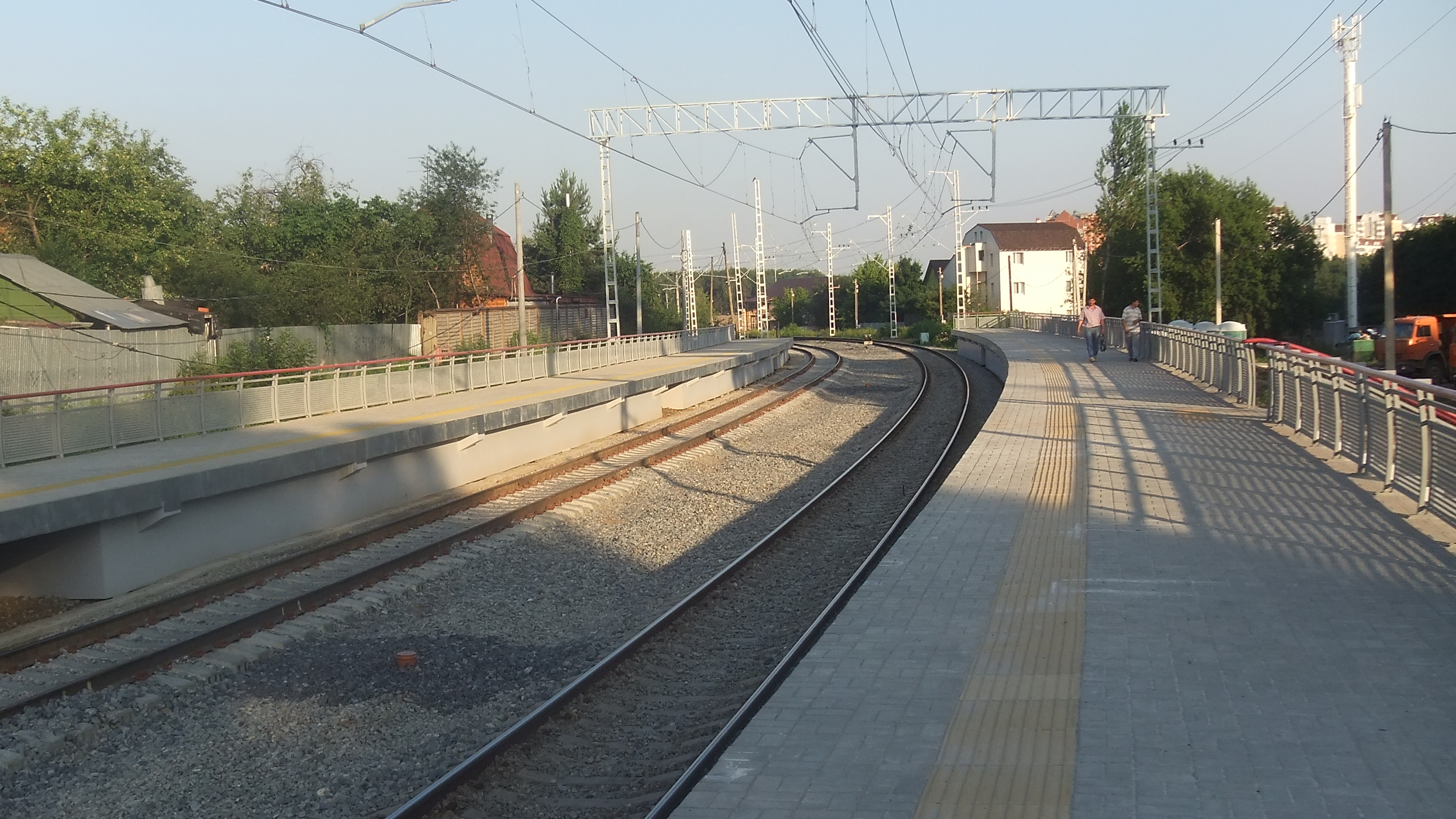
В 2013 году. Вид на юг с западной платформы
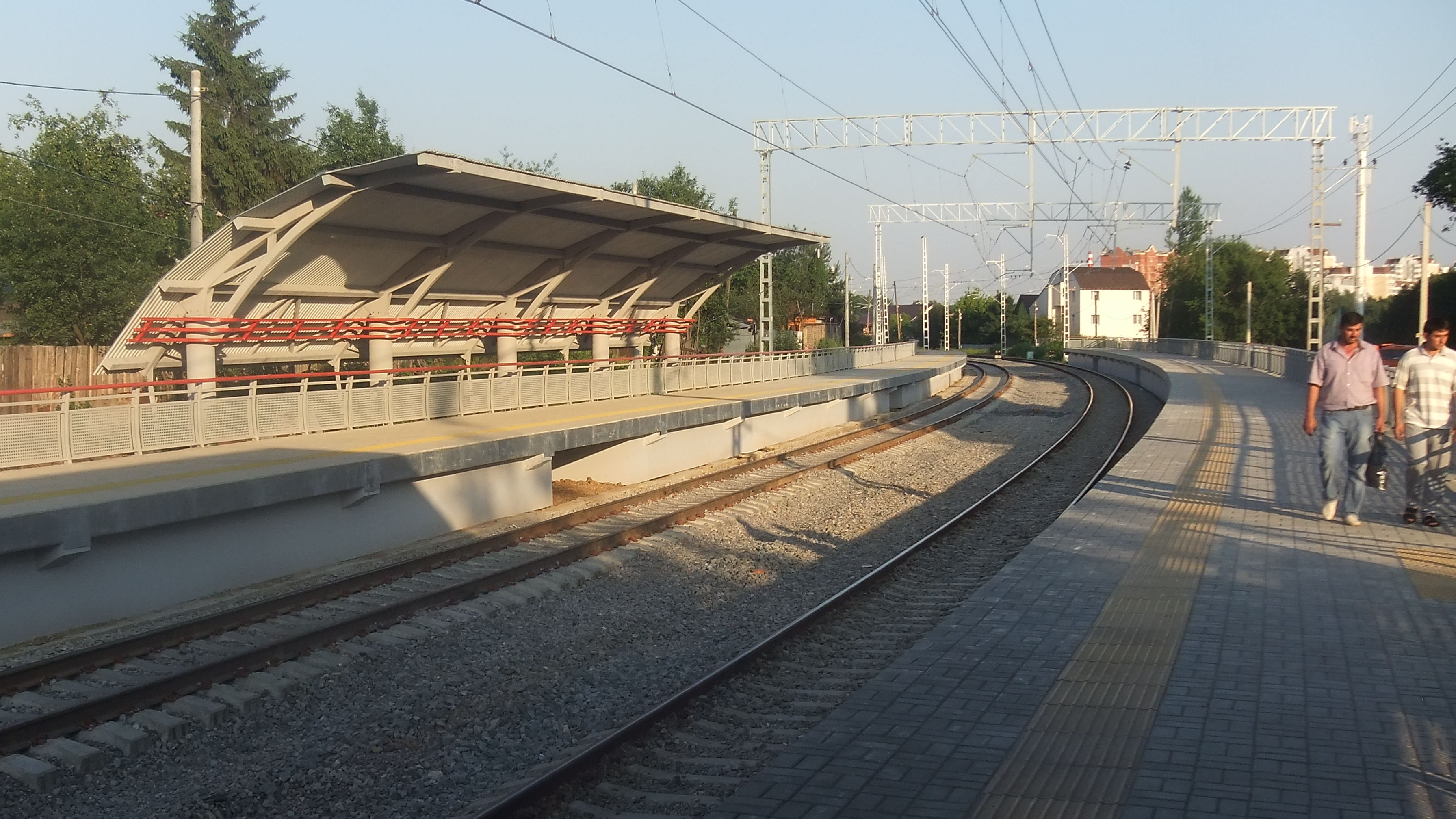
В 2013 году. Вид на юг с западной платформы. Виден навес
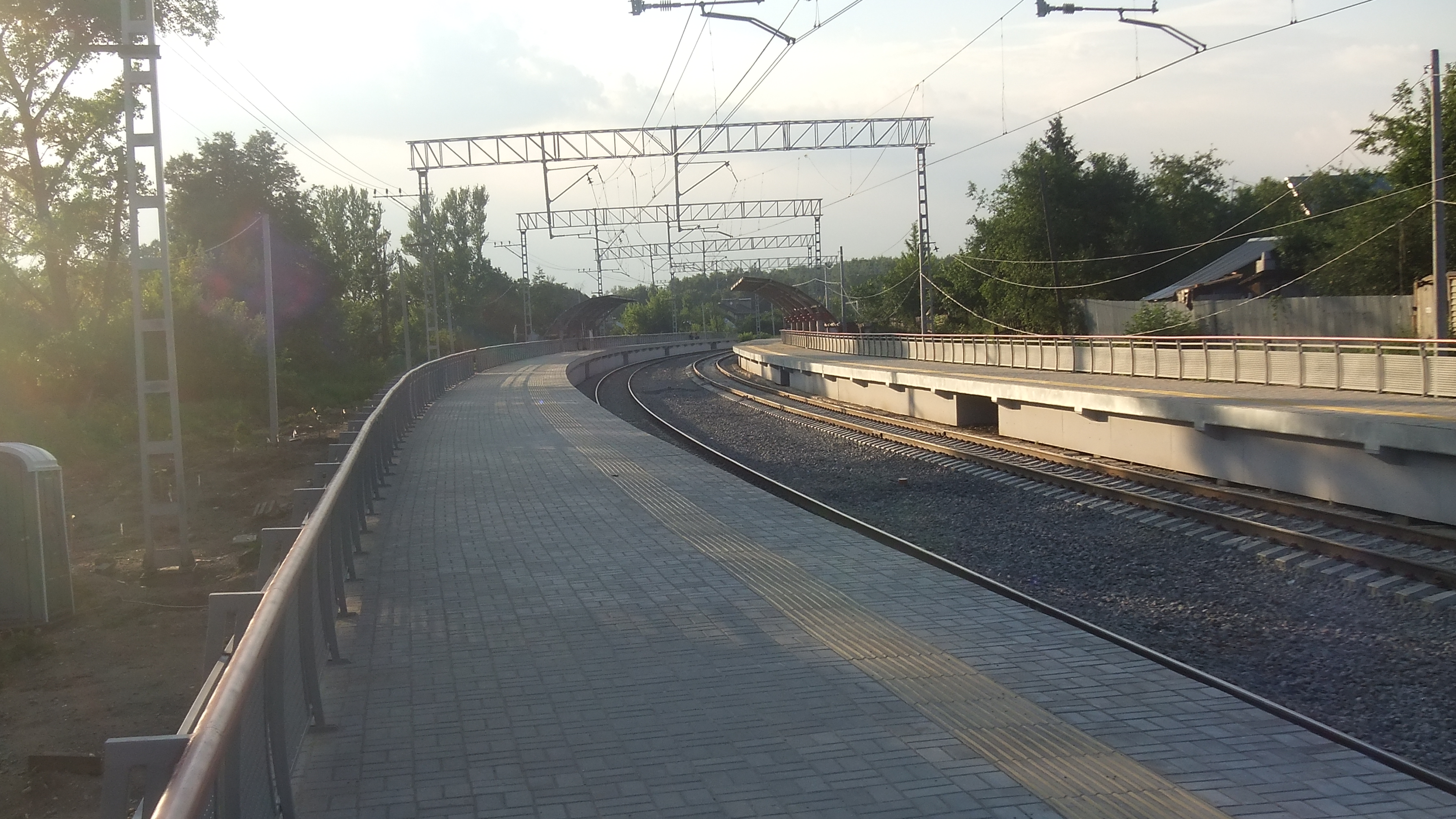
В 2013 году. Вид на платформы с южной стороны
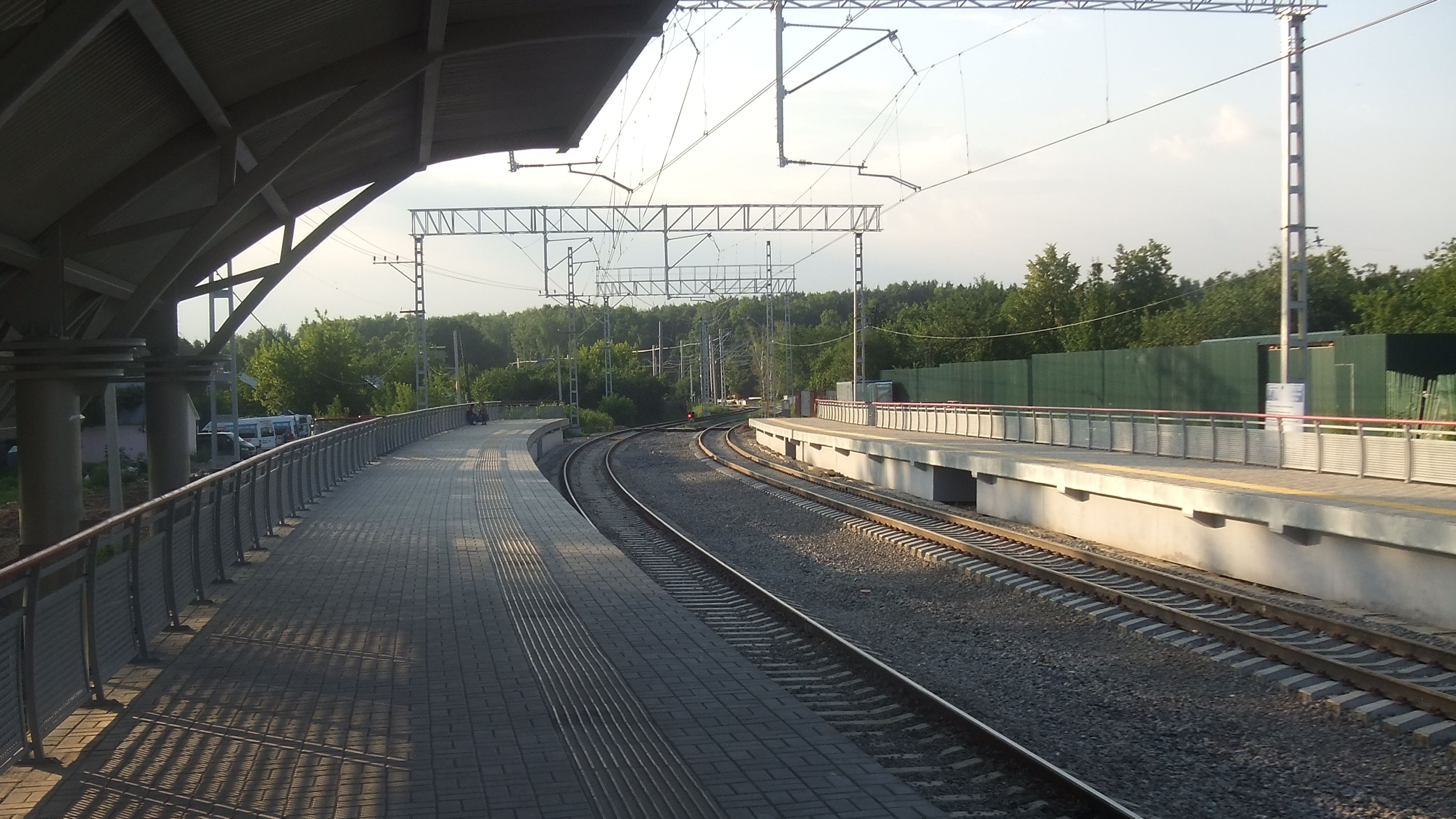
В 2013 году. Вид на север с западной платформы
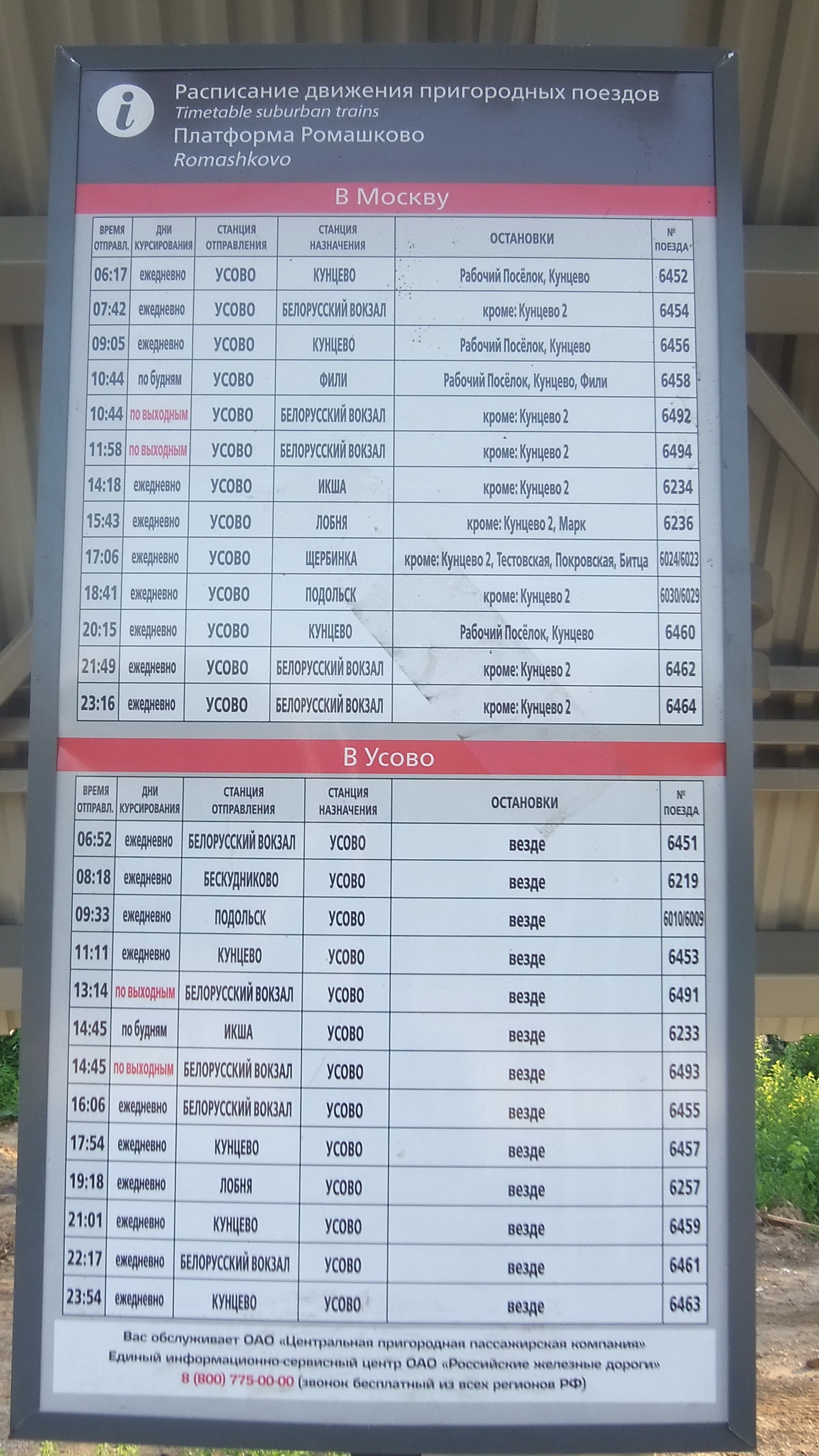
Расписание на платформе, лето 2013 года